# Lone Star Le Mans 2024
De Lone Star Le Mans 2024 was de zesde race van het FIA World Endurance Championship-seizoen 2024. De race werd verreden op 1 september 2024 op het Circuit of the Americas nabij Austin, Texas, Verenigde Staten. Het was tevens de eerste keer sinds 2020 dat de race werd gehouden.
De race werd gewonnen door de AF Corse #83 van Robert Kubica, Robert Shwartzman en Ye Yifei. De LMGT3-klasse werd gewonnen door de Heart of Racing Team #27 van Ian James, Daniel Mancinelli en Alex Riberas.

## Inschrijvingen
Er waren 36 auto's ingeschreven voor de race, bestaande uit achttien in de Hypercar-klasse en achttien in de LMGT3-klasse. In de Hypercar-categorie verliet de #11 Isotta Fraschini het kampioenschap vanwege een conflict met partner Duqueine Team. Verder keerde Harry Tincknell terug in de #99 Proton Competition nadat hij de vorige race moest missen omdat hij in het IMSA SportsCar Championship reed. In de LMGTE Am-klasse werd Christian Ried in de #88 Proton Competition vervangen door Ben Keating.

## Kwalificatie
Tijden vetgedrukt betekent de snelste tijd in die klasse.
| Pos. | Klasse   | No. | Team                      | Kwalificatie | Hyperpole | Grid |
| ---- | -------- | --- | ------------------------- | ------------ | --------- | ---- |
| 1    | Hypercar | 51  | Ferrari AF Corse          | 1:50.734     | 1:50.390  | 1    |
| 2    | Hypercar | 83  | AF Corse                  | 1:51.233     | 1:50.667  | 2    |
| 3    | Hypercar | 2   | Cadillac Racing           | 1:51.073     | 1:50.680  | 3    |
| 4    | Hypercar | 35  | Alpine Endurance Team     | 1:51.318     | 1:50.751  | 4    |
| 5    | Hypercar | 50  | Ferrari AF Corse          | 1:51.059     | 1:50.818  | 5    |
| 6    | Hypercar | 5   | Porsche Penske Motorsport | 1:51.368     | 1:50.874  | 6    |
| 7    | Hypercar | 20  | BMW M Team WRT            | 1:51.445     | 1:50.882  | 7    |
| 8    | Hypercar | 15  | BMW M Team WRT            | 1:51.379     | 1:50.938  | 8    |
| 9    | Hypercar | 7   | Toyota Gazoo Racing       | 1:51.389     | 1:50.951  | 9    |
| 10   | Hypercar | 12  | Hertz Team Jota           | 1:51.639     | 1:51.532  | 10   |
| 11   | Hypercar | 93  | Peugeot TotalEnergies     | 1:51.659     |           | 11   |
| 12   | Hypercar | 8   | Toyota Gazoo Racing       | 1:51.720     |           | 12   |
| 13   | Hypercar | 36  | Alpine Endurance Team     | 1:51.969     |           | 13   |
| 14   | Hypercar | 6   | Porsche Penske Motorsport | 1:51.984     |           | 14   |
| 15   | Hypercar | 94  | Peugeot TotalEnergies     | 1:52.081     |           | 15   |
| 16   | Hypercar | 99  | Proton Competition        | 1:52.225     |           | 16   |
| 17   | Hypercar | 38  | Hertz Team Jota           | 1:52.320     |           | 17   |
| 18   | Hypercar | 63  | Lamborghini Iron Lynx     | 1:52.426     |           | 18   |
| 19   | LMGT3    | 27  | Heart of Racing Team      | 2:06.146     | 2:05.587  | 19   |
| 20   | LMGT3    | 85  | Iron Dames                | 2:06.009     | 2:05.759  | 20   |
| 21   | LMGT3    | 55  | Vista AF Corse            | 2:06.356     | 2:06.001  | 21   |
| 22   | LMGT3    | 92  | Manthey PureRxcing        | 2:06.414     | 2:06.176  | 22   |
| 23   | LMGT3    | 81  | TF Sport                  | 2:06.256     | 2:06.287  | 23   |
| 24   | LMGT3    | 54  | Vista AF Corse            | 2:06.972     | 2:06.312  | 24   |
| 25   | LMGT3    | 59  | United Autosports         | 2:07.025     | 2:06.521  | 25   |
| 26   | LMGT3    | 777 | D'Station Racing          | 2:06.818     | 2:06.609  | 26   |
| 27   | LMGT3    | 88  | Proton Competition        | 2:06.633     | 2:06.650  | 27   |
| 28   | LMGT3    | 31  | Team WRT                  | 2:07.108     | 2:07.483  | 28   |
| 29   | LMGT3    | 95  | United Autosports         | 2:07.112     |           | 29   |
| 30   | LMGT3    | 78  | Akkodis ASP Team          | 2:07.184     |           | 30   |
| 31   | LMGT3    | 82  | TF Sport                  | 2:07.328     |           | 31   |
| 32   | LMGT3    | 77  | Proton Competition        | 2:07.431     |           | 32   |
| 33   | LMGT3    | 46  | Team WRT                  | 2:07.459     |           | 33   |
| 34   | LMGT3    | 91  | Manthey EMA               | 2:07.691     |           | 34   |
| 35   | LMGT3    | 87  | Akkodis ASP Team          | 2:08.153     |           | 35   |
| 36   | LMGT3    | 60  | Iron Lynx                 | 2:09.622     |           | 36   |

## Uitslag
Winnaars in hun klasse zijn vetgedrukt.
| Pos. | Klasse   | No. | Team                      | Coureurs                                              | Chassis                          | Banden | Ronden | Tijd/Reden       |
| Pos. | Klasse   | No. | Team                      | Coureurs                                              | Motor                            | Banden | Ronden | Tijd/Reden       |
| ---- | -------- | --- | ------------------------- | ----------------------------------------------------- | -------------------------------- | ------ | ------ | ---------------- |
| 1    | Hypercar | 83  | AF Corse                  | Robert Kubica Robert Shwartzman Ye Yifei              | Ferrari 499P                     | M      | 183    | 6:00:23.755      |
| 1    | Hypercar | 83  | AF Corse                  | Robert Kubica Robert Shwartzman Ye Yifei              | Ferrari F163 3.0 L Turbo V6      | M      | 183    | 6:00:23.755      |
| 2    | Hypercar | 7   | Toyota Gazoo Racing       | Mike Conway Kamui Kobayashi Nyck de Vries             | Toyota GR010 Hybrid              | M      | 183    | +1.780           |
| 2    | Hypercar | 7   | Toyota Gazoo Racing       | Mike Conway Kamui Kobayashi Nyck de Vries             | Toyota 3.5 L Turbo V6            | M      | 183    | +1.780           |
| 3    | Hypercar | 50  | Ferrari AF Corse          | Antonio Fuoco Miguel Molina Nicklas Nielsen           | Ferrari 499P                     | M      | 183    | +26.282          |
| 3    | Hypercar | 50  | Ferrari AF Corse          | Antonio Fuoco Miguel Molina Nicklas Nielsen           | Ferrari F163 3.0 L Turbo V6      | M      | 183    | +26.282          |
| 4    | Hypercar | 2   | Cadillac Racing           | Earl Bamber Alex Lynn                                 | Cadillac V-Series.R              | M      | 183    | +46.924          |
| 4    | Hypercar | 2   | Cadillac Racing           | Earl Bamber Alex Lynn                                 | Cadillac LMC55R 5.5 L V8         | M      | 183    | +46.924          |
| 5    | Hypercar | 35  | Alpine Endurance Team     | Paul-Loup Chatin Ferdinand Habsburg Charles Milesi    | Alpine A424                      | M      | 183    | +1:10.513        |
| 5    | Hypercar | 35  | Alpine Endurance Team     | Paul-Loup Chatin Ferdinand Habsburg Charles Milesi    | Alpine 3.4 L Turbo V6            | M      | 183    | +1:10.513        |
| 6    | Hypercar | 6   | Porsche Penske Motorsport | Kévin Estre André Lotterer Laurens Vanthoor           | Porsche 963                      | M      | 183    | +1:36.873        |
| 6    | Hypercar | 6   | Porsche Penske Motorsport | Kévin Estre André Lotterer Laurens Vanthoor           | Porsche 9RD 4.6 L Turbo V8       | M      | 183    | +1:36.873        |
| 7    | Hypercar | 5   | Porsche Penske Motorsport | Matt Campbell Michael Christensen Frédéric Makowiecki | Porsche 963                      | M      | 183    | +1:41.494        |
| 7    | Hypercar | 5   | Porsche Penske Motorsport | Matt Campbell Michael Christensen Frédéric Makowiecki | Porsche 9RD 4.6 L Turbo V8       | M      | 183    | +1:41.494        |
| 8    | Hypercar | 15  | BMW M Team WRT            | Raffaele Marciello Dries Vanthoor Marco Wittmann      | BMW M Hybrid V8                  | M      | 182    | +1 ronde         |
| 8    | Hypercar | 15  | BMW M Team WRT            | Raffaele Marciello Dries Vanthoor Marco Wittmann      | BMW P66/3 4.0 L Turbo V8         | M      | 182    | +1 ronde         |
| 9    | Hypercar | 36  | Alpine Endurance Team     | Nicolas Lapierre Mick Schumacher Matthieu Vaxivière   | Alpine A424                      | M      | 182    | +1 ronde         |
| 9    | Hypercar | 36  | Alpine Endurance Team     | Nicolas Lapierre Mick Schumacher Matthieu Vaxivière   | Alpine 3.4 L Turbo V6            | M      | 182    | +1 ronde         |
| 10   | Hypercar | 38  | Hertz Team Jota           | Jenson Button Philip Hanson Oliver Rasmussen          | Porsche 963                      | M      | 182    | +1 ronde         |
| 10   | Hypercar | 38  | Hertz Team Jota           | Jenson Button Philip Hanson Oliver Rasmussen          | Porsche 9RD 4.6 L Turbo V8       | M      | 182    | +1 ronde         |
| 11   | Hypercar | 99  | Proton Competition        | Julien Andlauer Neel Jani Harry Tincknell             | Porsche 963                      | M      | 182    | +1 ronde         |
| 11   | Hypercar | 99  | Proton Competition        | Julien Andlauer Neel Jani Harry Tincknell             | Porsche 9RD 4.6 L Turbo V8       | M      | 182    | +1 ronde         |
| 12   | Hypercar | 93  | Peugeot TotalEnergies     | Mikkel Jensen Nico Müller Jean-Éric Vergne            | Peugeot 9X8                      | M      | 182    | +1 ronde         |
| 12   | Hypercar | 93  | Peugeot TotalEnergies     | Mikkel Jensen Nico Müller Jean-Éric Vergne            | Peugeot X6H 2.6 L Turbo V6       | M      | 182    | +1 ronde         |
| 13   | Hypercar | 20  | BMW M Team WRT            | Robin Frijns Sheldon van der Linde René Rast          | BMW M Hybrid V8                  | M      | 182    | +1 ronde         |
| 13   | Hypercar | 20  | BMW M Team WRT            | Robin Frijns Sheldon van der Linde René Rast          | BMW P66/3 4.0 L Turbo V8         | M      | 182    | +1 ronde         |
| 14   | Hypercar | 63  | Lamborghini Iron Lynx     | Mirko Bortolotti Daniil Kvjat Edoardo Mortara         | Lamborghini SC63                 | M      | 182    | +1 ronde         |
| 14   | Hypercar | 63  | Lamborghini Iron Lynx     | Mirko Bortolotti Daniil Kvjat Edoardo Mortara         | Lamborghini 3.8 L Turbo V8       | M      | 182    | +1 ronde         |
| 15   | Hypercar | 8   | Toyota Gazoo Racing       | Sébastien Buemi Brendon Hartley Ryō Hirakawa          | Toyota GR010 Hybrid              | M      | 181    | +2 ronden        |
| 15   | Hypercar | 8   | Toyota Gazoo Racing       | Sébastien Buemi Brendon Hartley Ryō Hirakawa          | Toyota 3.5 L Turbo V6            | M      | 181    | +2 ronden        |
| 16   | LMGT3    | 27  | Heart of Racing Team      | Ian James Daniel Mancinelli Alex Riberas              | Aston Martin Vantage AMR GT3 Evo | G      | 164    | +19 ronden       |
| 16   | LMGT3    | 27  | Heart of Racing Team      | Ian James Daniel Mancinelli Alex Riberas              | Aston Martin M177 4.0 L Turbo V8 | G      | 164    | +19 ronden       |
| 17   | LMGT3    | 92  | Manthey PureRxcing        | Klaus Bachler Aleksandr Malychin Joel Sturm           | Porsche 911 GT3 R (992)          | G      | 164    | +19 ronden       |
| 17   | LMGT3    | 92  | Manthey PureRxcing        | Klaus Bachler Aleksandr Malychin Joel Sturm           | Porsche M97/80 4.2 L Flat-6      | G      | 164    | +19 ronden       |
| 18   | LMGT3    | 91  | Manthey EMA               | Richard Lietz Morris Schuring Yasser Shahin           | Porsche 911 GT3 R (992)          | G      | 164    | +19 ronden       |
| 18   | LMGT3    | 91  | Manthey EMA               | Richard Lietz Morris Schuring Yasser Shahin           | Porsche M97/80 4.2 L Flat-6      | G      | 164    | +19 ronden       |
| 19   | LMGT3    | 59  | United Autosports         | Nicolas Costa James Cottingham Grégoire Saucy         | McLaren 720S GT3 Evo             | G      | 164    | +19 ronden       |
| 19   | LMGT3    | 59  | United Autosports         | Nicolas Costa James Cottingham Grégoire Saucy         | McLaren M840T 4.0 L Turbo V8     | G      | 164    | +19 ronden       |
| 20   | LMGT3    | 31  | Team WRT                  | Augusto Farfus Sean Gelael Darren Leung               | BMW M4 GT3                       | G      | 164    | +19 ronden       |
| 20   | LMGT3    | 31  | Team WRT                  | Augusto Farfus Sean Gelael Darren Leung               | BMW P58 3.0 L Turbo I6           | G      | 164    | +19 ronden       |
| 21   | LMGT3    | 77  | Proton Competition        | Ben Barker Ryan Hardwick Zacharie Robichon            | Ford Mustang GT3                 | G      | 163    | +20 ronden       |
| 21   | LMGT3    | 77  | Proton Competition        | Ben Barker Ryan Hardwick Zacharie Robichon            | Ford Coyote 5.4 L V8             | G      | 163    | +20 ronden       |
| 22   | LMGT3    | 95  | United Autosports         | Josh Caygill Nico Pino Marino Sato                    | McLaren 720S GT3 Evo             | G      | 163    | +20 ronden       |
| 22   | LMGT3    | 95  | United Autosports         | Josh Caygill Nico Pino Marino Sato                    | McLaren M840T 4.0 L Turbo V8     | G      | 163    | +20 ronden       |
| 23   | LMGT3    | 82  | TF Sport                  | Sébastien Baud Daniel Juncadella Hiroshi Koizumi      | Chevrolet Corvette Z06 GT3.R     | G      | 163    | +20 ronden       |
| 23   | LMGT3    | 82  | TF Sport                  | Sébastien Baud Daniel Juncadella Hiroshi Koizumi      | Chevrolet LT6 5.5 L V8           | G      | 163    | +20 ronden       |
| 24   | LMGT3    | 78  | Akkodis ASP Team          | Kelvin van der Linde Arnold Robin Clemens Schmid      | Lexus RC F GT3                   | G      | 163    | +20 ronden       |
| 24   | LMGT3    | 78  | Akkodis ASP Team          | Kelvin van der Linde Arnold Robin Clemens Schmid      | Lexus 2UR-GSE 5.0 L V8           | G      | 163    | +20 ronden       |
| 25   | LMGT3    | 55  | Vista AF Corse            | François Heriau Simon Mann Alessio Rovera             | Ferrari 296 GT3                  | G      | 163    | +20 ronden       |
| 25   | LMGT3    | 55  | Vista AF Corse            | François Heriau Simon Mann Alessio Rovera             | Ferrari F163CE 3.0 L Turbo V6    | G      | 163    | +20 ronden       |
| 26   | LMGT3    | 87  | Akkodis ASP Team          | Takeshi Kimura José María López Esteban Masson        | Lexus RC F GT3                   | G      | 162    | +21 ronden       |
| 26   | LMGT3    | 87  | Akkodis ASP Team          | Takeshi Kimura José María López Esteban Masson        | Lexus 2UR-GSE 5.0 L V8           | G      | 162    | +21 ronden       |
| 27   | LMGT3    | 60  | Iron Lynx                 | Matteo Cressoni Franck Perera Claudio Schiavoni       | Lamborghini Huracán GT3 Evo 2    | G      | 162    | +21 ronden       |
| 27   | LMGT3    | 60  | Iron Lynx                 | Matteo Cressoni Franck Perera Claudio Schiavoni       | Lamborghini DGF 5.2 L V10        | G      | 162    | +21 ronden       |
| 28   | LMGT3    | 85  | Iron Dames                | Sarah Bovy Rahel Frey Michelle Gatting                | Lamborghini Huracán GT3 Evo 2    | G      | 160    | +23 ronden       |
| 28   | LMGT3    | 85  | Iron Dames                | Sarah Bovy Rahel Frey Michelle Gatting                | Lamborghini DGF 5.2 L V10        | G      | 160    | +23 ronden       |
| NC   | LMGT3    | 46  | Team WRT                  | Ahmad Al Harthy Maxime Martin Valentino Rossi         | BMW M4 GT3                       | G      | 155    | Niet geklasseerd |
| NC   | LMGT3    | 46  | Team WRT                  | Ahmad Al Harthy Maxime Martin Valentino Rossi         | BMW P58 3.0 L Turbo I6           | G      | 155    | Niet geklasseerd |
| NC   | LMGT3    | 88  | Proton Competition        | Ben Keating Dennis Olsen Mikkel O. Pedersen           | Ford Mustang GT3                 | G      | 146    | Niet geklasseerd |
| NC   | LMGT3    | 88  | Proton Competition        | Ben Keating Dennis Olsen Mikkel O. Pedersen           | Ford Coyote 5.4 L V8             | G      | 146    | Niet geklasseerd |
| NC   | Hypercar | 12  | Hertz Team Jota           | Callum Ilott Norman Nato Will Stevens                 | Porsche 963                      | M      | 71     | Niet geklasseerd |
| NC   | Hypercar | 12  | Hertz Team Jota           | Callum Ilott Norman Nato Will Stevens                 | Porsche 9RD 4.6 L Turbo V8       | M      | 71     | Niet geklasseerd |
| DNF  | LMGT3    | 81  | TF Sport                  | Rui Andrade Charlie Eastwood Tom van Rompuy           | Chevrolet Corvette Z06 GT3.R     | G      | 137    | Uitgevallen      |
| DNF  | LMGT3    | 81  | TF Sport                  | Rui Andrade Charlie Eastwood Tom van Rompuy           | Chevrolet LT6 5.5 L V8           | G      | 137    | Uitgevallen      |
| DNF  | Hypercar | 94  | Peugeot TotalEnergies     | Loïc Duval Paul di Resta Stoffel Vandoorne            | Peugeot 9X8                      | M      | 121    | Hybride          |
| DNF  | Hypercar | 94  | Peugeot TotalEnergies     | Loïc Duval Paul di Resta Stoffel Vandoorne            | Peugeot X6H 2.6 L Turbo V6       | M      | 121    | Hybride          |
| DNF  | LMGT3    | 777 | D'Station Racing          | Erwan Bastard Clément Mateu Marco Sørensen            | Aston Martin Vantage AMR GT3 Evo | G      | 81     | Elektrisch       |
| DNF  | LMGT3    | 777 | D'Station Racing          | Erwan Bastard Clément Mateu Marco Sørensen            | Aston Martin M177 4.0 L Turbo V8 | G      | 81     | Elektrisch       |
| DNF  | Hypercar | 51  | Ferrari AF Corse          | James Calado Antonio Giovinazzi Alessandro Pier Guidi | Ferrari 499P                     | M      | 55     | Schade ongeluk   |
| DNF  | Hypercar | 51  | Ferrari AF Corse          | James Calado Antonio Giovinazzi Alessandro Pier Guidi | Ferrari F163 3.0 L Turbo V6      | M      | 55     | Schade ongeluk   |
| DNF  | LMGT3    | 54  | Vista AF Corse            | Francesco Castellacci Thomas Flohr Davide Rigon       | Ferrari 296 GT3                  | G      | 54     | Koppeling        |
| DNF  | LMGT3    | 54  | Vista AF Corse            | Francesco Castellacci Thomas Flohr Davide Rigon       | Ferrari F163CE 3.0 L Turbo V6    | G      | 54     | Koppeling        |

## Tussenstanden na wedstrijd
Hypercar (coureurs)
| Pos | Coureur                                               | Punten |
| --- | ----------------------------------------------------- | ------ |
| 1   | Kévin Estre André Lotterer Laurens Vanthoor           | 125    |
| 2   | Kamui Kobayashi Nyck de Vries                         | 113    |
| 3   | Antonio Fuoco Miguel Molina Nicklas Nielsen           | 113    |
| 4   | Mike Conway                                           | 77     |
| 5   | Matt Campbell Michael Christensen Frédéric Makowiecki | 77     |

Hypercar (constructeurs)
| Pos | Constructeur | Punten |
| --- | ------------ | ------ |
| 1   | Toyota       | 147    |
| 2   | Porsche      | 136    |
| 3   | Ferrari      | 128    |
| 4   | Alpine       | 37     |
| 5   | BMW          | 31     |

Hypercar (teams)
| Pos | Nr | Constructeur       | Punten |
| --- | -- | ------------------ | ------ |
| 1   | 12 | Hertz Team Jota    | 140    |
| 2   | 83 | AF Corse           | 110    |
| 3   | 99 | Proton Competition | 101    |
| 4   | 38 | Hertz Team Jota    | 97     |

LMGT3
| Pos | Coureur                                     | Punten |
| --- | ------------------------------------------- | ------ |
| 1   | Klaus Bachler Aleksandr Malychin Joel Sturm | 118    |
| 2   | Richard Lietz Morris Schuring Yasser Shahin | 90     |
| 3   | Augusto Farfus Sean Gelael Darren Leung     | 84     |
| 4   | Ian James Daniel Mancinelli Alex Riberas    | 81     |
| 5   | François Heriau Simon Mann Alessio Rovera   | 50     |

LMGT3 (teams)
| Pos | Nr | Team                 | Punten |
| --- | -- | -------------------- | ------ |
| 1   | 92 | Manthey PureRxcing   | 118    |
| 2   | 91 | Manthey EMA          | 90     |
| 3   | 31 | Team WRT             | 84     |
| 4   | 27 | Heart of Racing Team | 81     |
| 5   | 55 | Vista AF Corse       | 50     |